# Boa Ventura de São Roque
Boa Ventura de São Roque è un comune del Brasile nello Stato del Paraná, parte della mesoregione del Centro-Sul Paranaense e della microregione di Pitanga. Si trova a 244 km dalla capitale dello Stato Curitiba.